# ناو کلاس داکسن
کروزر کلاس داکسن (به انگلیسی: Duquesne-class cruiser) یک کلاس از کشتی است که طول آن 191 metres (627 feet) overall می‌باشد.